# کشتار جلیان‌والا باغ

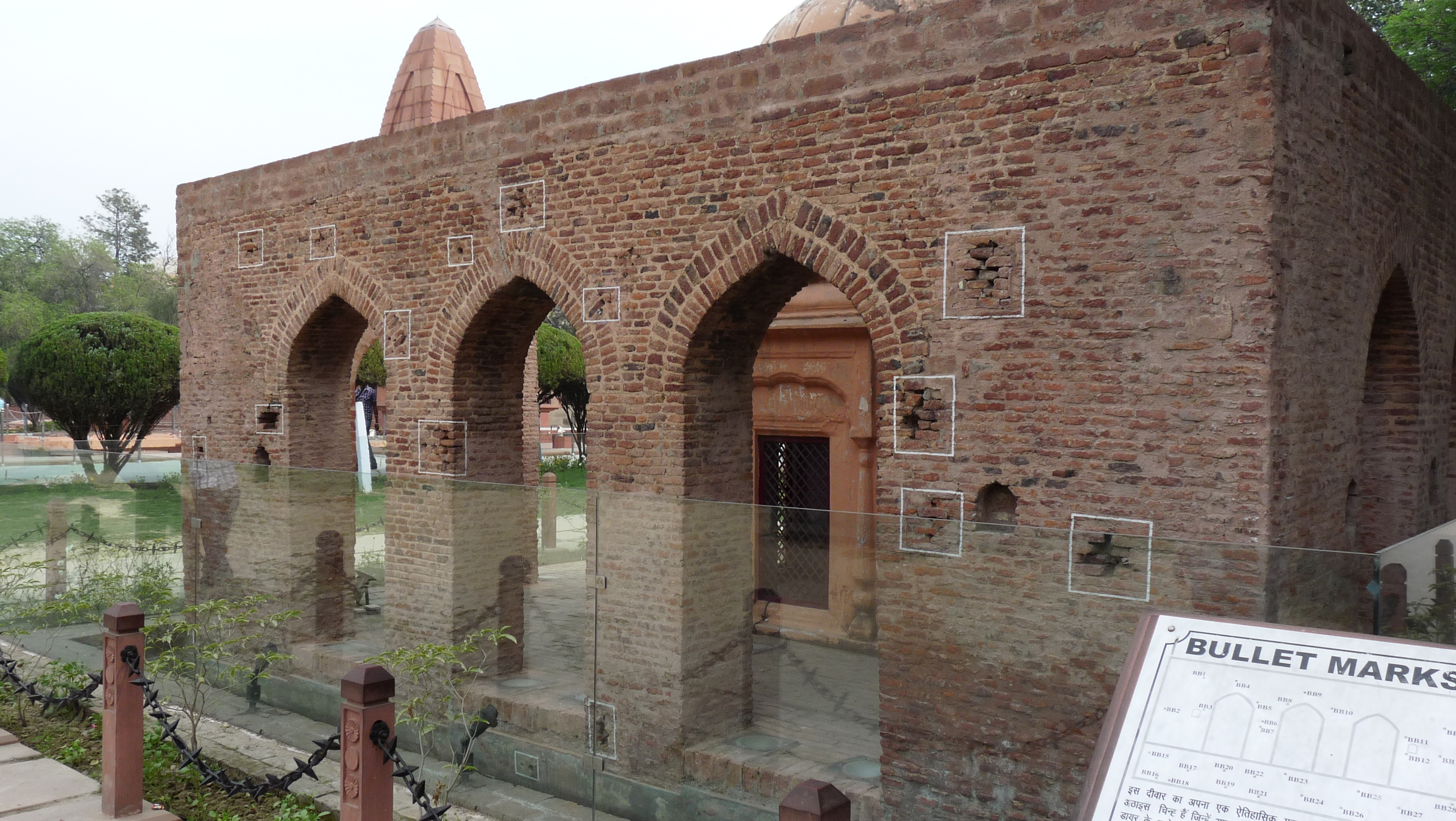
آثار گلوله بر یکی از ساختمان‌های واقع‌شده در باغ جلیان‌والا.

کشتار جلیان‌والا باغ (به انگلیسی: Jallianwala Bagh massacre) که در زبان انگلیسی به "کشتار امریتسار" (Amritsar massacre) معروف است در تاریخ ۱۳ آوریل ۱۹۱۹، و در پی سرپیچی مردم شهر امریتسار ایالت پنجاب در شمال غربی هند از قانون منع تجمع راج بریتانیا اتفاق افتاد. این واقعه یکی از خونین‌ترین وقایع دوران استعمار امپراتوری بریتانیا بر شبه‌قاره هند بود.
برآورد کشته شدگان بین ۳۷۹ تا ۱۵۰۰ نفر متفاوت است و بیش از ۱۲۰۰ نفر دیگر مجروح شدند که ۱۹۲ نفر از آن‌ها به شدت مجروح شدند. این واقعه هم در میان مردم بریتانیا و هم مردم هند واکنش‌های متفاوت و دوقطبی ایجاد کرد.
برخی از مورخان این واقعه را گامی تعیین‌کننده در جهت پایان سلطه بریتانیا در هند می‌دانند. بریتانیا هرگز رسماً بابت این کشتار عذرخواهی نکرده‌است، اما در سال ۲۰۱۹ «تاسف عمیق» خود را ابراز کرده‌است.

## پس زمینه
کشتار در جلیان‌والا باغ یا کشتار امریتسار پیامد وقایعی است که پیش آن آغاز شده بود. در آن زمان، کمتر از یک سال از پایان جنگ جهانی اول گذشته بود که تخمین زده می‌شود تعداد سربازان هندی که در حمایت از بریتانیا وارد جنگ شدند، بیش از یک میلیون و ۲۰۰ هزار نفر بوده‌است. در این نبرد هندی‌ها در پیروزی نیروهای متفقین نقش قابل توجهی بازی کرده بودند.
در این زمان که ایده‌های ملی‌گرایانه به سرعت در دنیا گسترش می‌یافت. این افکار در میان هندی‌ها نیز رفته رفته طرفدارانی پیدا می‌کرد.
از طرفی برخورد متفاوت امپراتوری بریتانیا با برخی دیگر از مستعمرات خود مانند استرالیا، کانادا، نیوزیلند و آفریقای جنوبی، نسبت به هند، برای نخبگان هندی پرسش‌هایی ایجاد کرده بود. سفیدپوست‌های محلی در دیگر مستعمرات، به تدریج صاحب نوعی واحد سیاسی خودمختار شده بودند و در مسیر استقلال گام برمی‌داشتند اما در هند چشم‌اندازی برای خودمختاری و پایان سلطه بریتانیا وجود نداشت.
در عوض امپراتوری بریتانیا پس از جنگ، در هند سخت‌گیری بیشتری را برای کنترل بر این مستعمره پیش گرفت. در واقع برای هندی‌ها پس از جنگ نه تنها از آزادی بیشتر خبری نبود، بلکه برعکس قانونی اعمال شد که بازداشت و محاکمه آن‌ها آسانتر می‌شد؛ قانونی که هندی‌ها آن را "نه دلیل، نه وکیل، نه اپیل (درخواست تجدیدنظر)" می‌خواندند. این سخت‌گیری‌ها در عمل به سوخت مورد نیاز برای محبوبیت ایده‌های استقلال‌طلبانه هند تبدیل شد.
در این زمان، ایالت مهم پنجاب یکی از مراکز فعالیت‌های سیاسی هندی‌ها بود. در این ایالت، کنگره‌ای محلی در شهر امریتسار تشکیل می‌شد. وجود این کنگره و بالا گرفتن بحث‌های استقلال‌طلبانه، فضایی از امیدواری برای وقوع انقلابی سراسری را به وجود آورد.

## تجمع استقلال‌طلبان
در ادامهٔ فعالیت‌های استقلال‌طلبانه فضای امریتسار متشنج شد و به درگیری میان دو طرف انجامید. بریتانیایی‌ها به سوی هندی‌ها آتش گشودند و ۱۵ هندی کشته شدند که خشم عده‌ای را برانگیخت و آنها نیز به خون‌خواهی، پنج غیرنظامی بریتانیایی را کشتند. با قطع تلگراف، ارتباط شهر با بیرون قطع شد و یک ژنرال بریتانیایی به نام «ریجینالد دایر» برای حل و فصل ماجرا از دهلی به امریتسار اعزام شد.
در روز ۱۱ آوریل سال ۱۹۱۹، ژنرال دایر با ۴۷۵ نفر از نیروهای نظامی بریتانیایی و ۷۱۰ تن از سربازان هندی وارد شهر امریتسار شد. او به محض ورود حکومت نظامی اعلام کرد. اما رهبران محلی از مردم خواستند تا در جلیان‌والا باغ جمع شوند.
جلیان‌والا باغ، بزرگ‌ترین پارک محصور شهر محسوب می‌شد و هر سال مراسمی مذهبی نیز در آن برگزار می‌شد. بدین ترتیب، همزمانی مراسم مذهبی و فضای سیاسی پرتنش شهر، موقعیتی ایجاد کرد تا هزاران نفر در باغ جمع شوند. به نظر می‌آید مردم هم آمده بودند تا مراسم را تماشا کنند و هم خواسته‌های سیاسی خود را مطرح کنند و حکومت نظامی را زیر سؤال ببرند. بر اساس منابع هندی تعداد حاضرین در باغ بین ۱۵ تا ۲۰ هزار نفر بوده‌است.

## کشتار

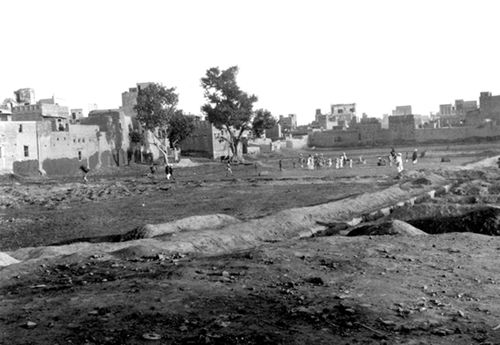
باغ جلیان‌والا در سال ۱۹۱۹، ماه‌ها پس از کشتار

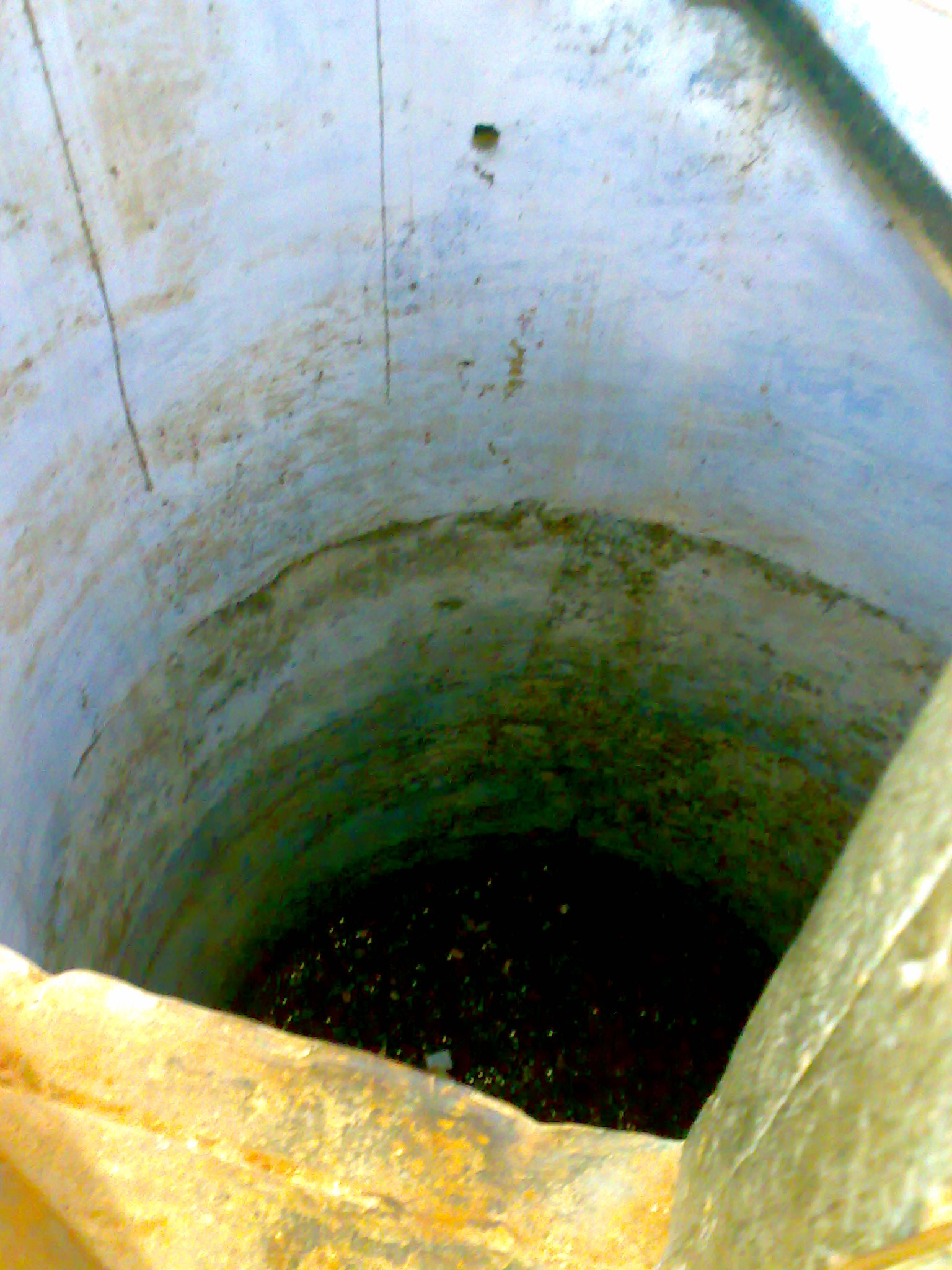
«چاه شهدا» در جلیان‌والا باغ، ۱۲۰ جسد از این چاه بیرون آمد.

ژنرال ارتش بریتانیا، رجینالد دایر، ترتیبی داد که یک هواپیما بر فراز باغ پرواز کند و اندازه جمعیت را تخمین بزند. طبق گزارش آن حدود ۶۰۰۰ نفر در آنجا بودند، در حالی که کمیسیون شکار تخمین می‌زند که جمعیتی بین ۱۰٬۰۰۰ تا ۲۰٬۰۰۰ تا زمان ورود دایر به باغ جمع شده بودند.
دایر و معاون کمیسر ایروینگ، مقام ارشد مدنی امریتسار، هیچ اقدامی برای جلوگیری از تجمع جمعیت یا متفرق کردن مسالمت آمیز جمعیت انجام ندادند که این بعداً انتقاد جدی به دایر و ایروینگ را دربرداشت.
در واکنش به سرپیچی از قانون منع تجمعِ بیش از چهار نفر، دایر، به همراهی ۶۵ سرباز گورخا و ۲۵ سرباز بلوچ، باغ جلیان‌والا را محاصره کرده و بدون اخطار قبلی صدها تجمع‌کننده را به گلوله بست. به این ترتیب در کمتر از ۳۰ ثانیه کشتاری سریع و کم سابقه از غیرنظامیان رخ داد.
باغ جلیان‌والا فقط از یک طرف امکان خروج داشت، زیرا سه طرف دیگر آن توسط ساختمان‌ها محصور شده بود. دایر پس از مسدود کردن خروجی با نیروهای خود، به آنها دستور داد که به سمت جمعیت شلیک کنند. آن‌ها حتی زمانی که مردم سعی در فرار داشتند به تیراندازی ادامه داد. نیروها به تیراندازی ادامه دادند تا اینکه مهمات آنها تمام شد.
هنوز بر سر تعداد قربانیان این کشتار توافقی به دست نیامده است. بر اساس مدارک رسمی بریتانیا، در آن زمان نایب‌السلطنه هند رقم کشته‌شدگان را ۳۷۹ نفر که ۳۳۷ نفرشان مرد و ۴۱ نفرشان زن بودند. یکی از قربانیان نیز یک نوزاد بود که هفت هفته عمر داشت و تعداد زخمی‌ها را ۱۱۰۰ نفر اعلام کرد.
اما کنگره ملی هند رقم واقعی کشته‌شدگان را حدود ۱۰۰۰ نفر و تعداد زخمی‌ها را بالغ بر ۱۵۰۰ نفر اعلام کرد.

## واکنش‌ها
خبر این کشتار نه‌تنها بسیاری را در هند اندوهگین و شوکه کرد بلکه در قلب امپراتوری بریتانیا، در لندن نیز واکنش‌های متناقضی را به دنبال داشت. یکی از معروف‌ترین آن‌ها مربوط به وینستون چرچیل است که در آن زمان وزیر جنگ بریتانیا بود. او به شکل غیرعلنی آنچه رخ داد را کشتار وحشتناک توصیف کرد. ادوین مانتی‌گیو، وزیر هند در کابینه بریتانیا نیز این اتفاق را در آن دوران، «تروریسم» خواند.
در ۸ ژوئیه ۱۹۲۰ اعضای مجلس عوام بریتانیا، با ۲۴۷ رای موافق در مقابل ۳۷ رای در مخالفت با دایر رای دادند. تحقیقات بی‌نتیجه، همراه با تمجیدهای اولیه برای دایر، خشم گسترده‌ای را علیه بریتانیایی‌ها در میان مردم هند برانگیخت و منجر به جنبش عدم همکاری ۱۹۲۰–۱۹۲۲ شد.
در نهایت به دلیل اعتراض‌ها ژنرال دایر مجبور به‌استعفا از ارتش شد. با این وجود همچنان برخی در بریتانیا از او دفاع می‌کردند و حتی معتقد بودند که اقدام او، از وقوع انقلاب در هند جلوگیری کرده و امپراتوری را نجات داده‌است. وقتی که ژنرال دایر از ارتش کناره گرفت، یک روزنامه بریتانیایی به نام «مورنینگ پست» صندوقی برای حمایت از او تشکیل داد و موفق شد در آن زمان، ۲۶ هزار پوند جمع‌آوری کند؛ معادل یک ثروت یک میلیون پوندی در حال حاضر. در مقابل هر یک از بازماندگان قربانیان آن روز، ۵۰۰ روپیه (معادل ۱۷۶ دلار امروز) دریافت کردند.
این قتل‌عام موجب ارزیابی مجدد ارتش بریتانیا از نقش نظامی خود علیه غیرنظامیان به «حداقل نیروی هر زمان ممکن» شد. اقدامات بعدی بریتانیا تحت تأثیر این واقعه قرار گرفت چنان‌که در جریان شورش مائو مائو در مستعمره کنیا، مورخ هوو بنت را به اظهار نظر در مورد سیاست جدید پرداخت. ارتش بازآموزی شد و تاکتیک‌های خشن کمتری برای کنترل جمعیت توسعه داد. سطح بی‌رحمی معمولی، و عدم پاسخگویی، کل مردم را حیرت‌زده کرد و منجر به از دست دادن شدید باور عموم مردم هند به نیات بریتانیا شد.
کشتار جلیان‌والا باغ از همان ابتدا برای هند و جنبش استقلال‌طلبی‌اش اهمیتی ویژه داشت و بر روی فعالانی مانند مهاتما گاندی و هوادارانش اثر قابل‌توجهی گذاشت.
به همین دلیل آنها به محض اینکه موفق شدند کشور مستقل هند را تشکیل بدهند، از همان ابتدا هر سال مراسمی به یاد قربانیان برگزار کردند و حتی محل این کشتار نیز حفاظت شد، در حدی که تا همین امروز، آثار گلوله‌هایی که بیش از ۱۰۰ سال پیش شلیک شده بر دیوارهای جلیان‌والا باغ دیده می‌شوند.

## درخواست عذرخواهی
تقاضاهای دیرینه‌ای در هند وجود دارد که بریتانیا باید بابت این کشتار عذرخواهی کند. درخواست عذرخواهی رسمی بریتانیا از این کشتار آرام آرام در میان مورخان و پس از آن سیاستمداران هندی مطرح شد.
با این وجود در بریتانیا عده‌ای از این کشتار دفاع می‌کردند. رودیارد کیپلینگ، نویسنده انگلیسی-هندی در آن زمان اعلام کرد که دایر «وظیفه خود را همان‌طور که تشخیص می‌داد انجام داد».[۸] این واقعه رابیندرانات تاگور، شاعر و فیلسوف هندی و اولین برنده آسیایی جایزه نوبل را چنان شوکه کرد که از مقام شوالیه خود دست کشید.
مهم‌ترین واکنش رسمی بریتانیا که می‌تواند نقطه عطف برخورد دولت این کشور با کشتار جلیان‌والا باغ تلقی شود، سفر ملکه الیزابت به محل کشتار بود که برای سال‌های بسیار نزدیکترین واکنش بریتانیا برای پذیرش مسئولیت این کشتار تلقی می‌شد.
اگرچه ملکه الیزابت دوم در طول سفرهای دولتی خود در سال‌های ۱۹۶۱ و ۱۹۸۳ هیچ اظهارنظری در مورد این حادثه نکرد اما او به همراه همسرش در سال ۱۹۹۷ میلادی از این مکان دیدار کرد. اگرچه ملکه در این دیدار عذرخواهی نکرد، اما او آنچه که رخ داد را به عنوان واقعه‌ای «ناگوار و غم‌انگیز» به رسمیت شناخت و گفت نگارش دوباره تاریخ ممکن نیست. وی در عین حال گفت که باید از وقایع غم‌انگیز تاریخ درس گرفت.
در حالی که برخی از هندی‌ها از ابراز تأسف و اندوه در بیانیه ملکه استقبال کردند، برخی دیگر آن را به دلیل عدم عذرخواهی مورد انتقاد قرار دادند. نخست‌وزیر وقت هند اندر کومار گجرال از ملکه دفاع کرد و گفت که خود ملکه حتی در زمان وقوع حوادث به دنیا نیامده بود و نباید از او عذرخواهی خواست.
در سال ۲۰۱۳، دیوید کمرون، نخست‌وزیر وقت بریتانیا نیز به محل این کشتار سفر کرد. او اولین رئیس دولت بریتانیا بود که این کار را انجام داد و در مراسم رسمی یادبود قربانیان کشتار جلیان‌والا باغ شرکت کرد. او بر روی یادبود این کشتار، گل گذاشت و آنچه را که رخ داده «به شدت شرم‌آور» توصیف کرد. اما او نیز از عذرخواهی سر باز زد.
در آستانه یکصدمین سالگرد این کشتار، فشارها از سوی فعالین هندی بر سر لزوم عذرخواهی بریتانیا بالا گرفت. اما در نهایت این فشارها هم به نتیجه نرسید و در عوض ترزا می، نخست‌وزیر بریتانیا که همزمان با بحران سیاسی خروج بریتانیا از اتحادیه اروپا دست و پنجه نرم می‌کرد، بار دیگر این کشتار را شرم آور خواند. خانم می در یکی از جلسات پارلمان بریتانیا در یک سخنرانی که به نظر می‌رسید با دقت تک‌تک کلماتش انتخاب شده گفت: «ما به دلیل آنچه رخ داد و رنجی که به وجود آورد، عمیقاً متاسفیم. تراژدی جلیان‌والا باغ، یک زخم شرم‌آور در تاریخ (اقدامات) بریتانیا در هند است.»
اما جرمی کوربین، رهبر مخالفان در پارلمان خواستار «یک عذرخواهی قاطع، شفاف و کامل» شد؛ موضعی که دولت فعلی بریتانیا تمایلی به پذیرش آن ندارد.
یکی از دلایل اصلی مخالفان عذرخواهی دولت بریتانیا، یکصد سال بعد از وقوع این کشتار، موضعی است که دولت این کشور در زمان وقوع کشتار اتخاذ کرده‌است. مخالفان عذرخواهی مانند دیوید کمرون می‌گویند که در آن زمان، دولت بریتانیا این کشتار را تأیید نکرده و برعکس، در همان زمان این کشتار توسط بریتانیایی‌ها رسماً محکوم شده‌است. به همین دلیل در حال حاضر دیگر به عذرخواهی نیازی نیست.